# Listă de filme în genul mister din anii 1980
Aceasta este o listă de filme în genul mister din anii 1980
- Cruising (1980)
- Dressed to Kill (1980)
- The Mirror Crack'd (1980)
- The Watcher in the Woods (1980)
- Body Heat (1981)
- Blow Out (1981)
- Cutter's Way (1981)
- The Great Muppet Caper (1981)
- True Confessions (1981)
- Deathtrap (1982)
- Crimă sub soare (1982)
- I, the Jury (1982)
- Blade Runner (1982)
- Trail of the Pink Panther (1982)
- Hammett (1983)
- Curse of the Pink Panther (1983)
- Gorky Park (1983)
- Against All Odds (1984), refacere a Out of the Past
- Body Double (1984)
- Ordeal by Innocence (1984)
- A Soldier's Story (1984)
- Tightrope (1984)
- Clue (1985)
- Hollywood Harry (1985)
- Jagged Edge (1985)
- The Great Mouse Detective (1986)
- Manhunter (1986)
- The Name of the Rose (1986)
- Angel Heart (1987)
- Black Widow (1987)
- No Way Out (1987), refacere a The Big Clock (1948)
- The Rosary Murders (1987)
- The Stepford Children (1987)
- Tough Guys Don't Dance (1987)
- Appointment with Death (1988)
- The Dead Pool (1988)
- Masquerade (1988)
- Moving Target (1988)
- The Presidio (1988)
- Shakedown (1988)
- Who Framed Roger Rabbit (1988)
- Sea of Love (1989)